# Another HTML-lint
Another HTML-lintはHTML(XHTML)の文法チェックを行うソフトウェアである。作者は石野恵一郎。Perl5で作成されている。公開は1997年。

## 特徴
DTDに則した文法のみをチェックするのではなく、アクセシビリティガイドラインに準拠した項目や作者が望ましくないとした項目(大文字小文字の統一についてなど)までチェックを行う。またチェック結果が点数で出力されるのも特徴の一つである。
ウェブサイト上で公開されているゲートウェイサービスとダウンロード版を利用可能。利用料は、非営利目的なら無料(寄付歓迎)、営利目的で利用する場合は利用料が必要となる。

## チェックについて
対象のソースコードの指定については以下の3つの方法が用意されている。
- URLを指定する。
- 入力欄に直接ソースコードを記述する。
- ローカルファイルをアップロードする。

ホスティングサーバ等の設定よっては本来のソースコードには無いバナー広告等を挿入されることがあり、その場合正しいチェックを行うにはURLを指定する方法が確実である。
採点は100点からの減点制で行われ、エラーの重要度(0から9まで)が高いほど減点数も高くなる(ただし重要度=減点数では無い)。点数に下限は存在せずマイナスと採点される事もある。また重要度が0のエラー(警告)は減点の対象にはならない。

## その他
HTML5には対応していない為、HTML5によるページの正確な検証は不可能。
減点にならない警告を残した状態でも100点を取る事が可能である。ちなみに、警告も含めて完全にエラーを無くした100点は結果のメッセージ等が異なる。
100点満点でも論理マークアップ・アクセシビリティ等において正しいことを保証するものではない、という事が注意されている。これはチェッカーでは要素の内容まで判断しないためである所が大きい。そのため、点数を上げることを目的とした異常な記述でエラーを抜けることも可能だが、推奨していない。